# Orphella avalonensis
Orphella avalonensis är en svampart som beskrevs av M.M. White, Lichtw. & Colbo 2001. Orphella avalonensis ingår i släktet Orphella och familjen Legeriomycetaceae.   Inga underarter finns listade i Catalogue of Life.